# Кик-ин-де-Кёк
Кик-ин-де-Кёк (Kiek in de Kök, нижненемецкий язык Загляни в кухню) — артиллерийская башня средневековой крепостной стены города Таллина (Команданди теэ, д. 2). Памятник архитектуры XV века.
Башня в её нынешнем виде была построена в 1475—1483 годах, её высота — 38 метров, толщина стен — 4 метра. Пушечные ядра, датированные 1577 годом, до сих пор вмонтированы во внешние стены.
С XVII века, когда на башне была возведена крыша-каземат, Кик-ин-де-Кёк является самой высокой оборонительной башней Таллина.
За время своего существования башня успела отразить не одно нападение на Таллин. Наиболее серьёзный ущерб был нанесён ей во время Ливонской войны, когда в 1577 году войска Ивана Грозного осадили Ревель.
Реставрационные работы XX века вернули башне и окружающей её местности первоначальный облик. Сейчас башня работает как музей и фотогалерея.

## Название
Название Кик-ин-де-Кёк — старое (немецкое) название башен, в основном тех, которые были частью городских фортификационных укреплений. Они получили своё имя из-за того, что обитатели башни в прямом смысле могли увидеть, что готовится в кухнях близлежащих домов. Впервые это название упоминается в 1577 году.
Во времена Ганзейского союза и Тевтонского Ордена башни за пределами современной Германии также получали это название, например в Гданьске (Данциге) и Таллине.